# Olwisheim
Olwisheim je občina v departmaju Bas-Rhin francoske regije Alzacija.
Leta 1990 je v občini živelo 346 oseb oz. 117 oseb/km².